# مارتن براندل

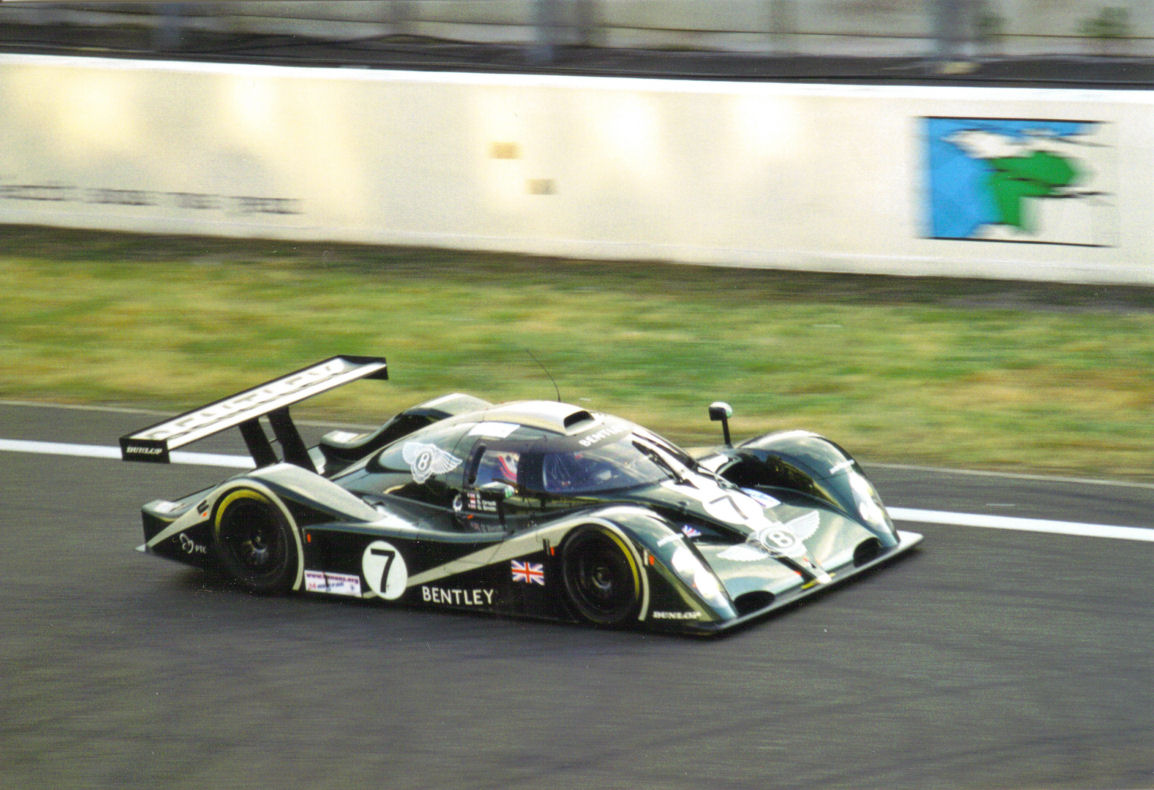
مارتن براندل في لو مان 2001

مارتن براندل (Martin Brundle؛ ولد في 1 يونيو 1959، في نورفولك) متسابق سيارات إنجليزي شارك سابقاً في سباقات الفورمولا 1، يعمل حالياً كمعلق للسباقات.
في عام 1983 شارك في سباقات الفورمولا 3 البريطانية مع أرتون سينا، وقد حصل على المركز الثاني مع فارق بسيط بينه وبين الأول، فشارك هو وأرتون سينا في السنة التالية في مسابقات الفورمولا 1. لم يحالفه الحظ كثيراً في مسابقات الفورمولا 1 إذ لم يحصل على أي انتصار، ولكنه كان ناجحاً جداً في بعض السباقات الأخرى. في عام 1988 كان بطل سباق السيارات الرياضية العالمي (World Sportscar Championship)، كما كان بطل سباق 24 ساعة لو مان في عام 1990 حيث قاد سيارة جاغوار XJR-12.

## روابط خارجية
- مارتن براندل على موقع IMDb (الإنجليزية)
- مارتن براندل على موقع ميوزك برينز (الإنجليزية)
- مارتن براندل على موقع قاعدة بيانات الفيلم (الإنجليزية)